# Eremedaille van de Epidemieën
De Eremedaille van de Epidemieën (Frans: Médaille d'honneur des Épidémies) is een Franse eremedaille die op 31 maart 1881 werd ingesteld. De instelling van deze medaille was een reactie op de grote cholera-epidemie die in 1884 in Frankrijk had gewoed. Op het Franse vasteland nam het gevaar van epidemieën in de loop van de tweede helft van de 19e eeuw wat af maar in Franse koloniën was het gevaar nog even groot als altijd. 
Op 13 januari 1912 werd ook een Medaille voor Hygiëne (Frans:Médaille d'hygiène eerder Médaille d'honneur de l'hygiène publique genoemd) ingesteld. In eerste instantie ging het om een legpenning, een niet draagbare medaille die in het Franse decoratiestelsel de Eremedaille van de Epidemieën zou aanvullen.
De verantwoordelijkheid voor het bestrijden van epidemieën lag in 1881 bij de minister van Handel. Dit ministerie kreeg dan ook de beschikking over deze medaille. Later werd de volksgezondheid achtereenvolgens de zorg van het Ministerie van Binnenlandse Zaken, het Ministerie van Hygiëne en uiteindelijk van het Ministerie van Volksgezondheid (Ministère de la Santé publique).
Omdat epidemische uitbraken van ziekten ook in de strijdkrachten en buiten Frankrijk voorkwamen werden ook de minister van Oorlog (op 15 april 1892), de voor Frans-Algerije verantwoordelijke minister van Binnenlandse Zaken (op 4 mei 1900), de minister van Marine (op 30 september 1909) en de minister van Koloniën (op 3 juni 1927) gemachtigd deze medaille toe te kennen.
De medaille werd toegekend voor bijzondere verdiensten tijdens uitbraken van epidemische ziekten. Ook het zorgen voor patiënten die lijden aan besmettelijke ziekten, het isoleren van het gebied van de uitbraak en helpen bij het ontsmetten van de ziektehaarden komt voor decoratie in aanmerking. De medaille gaat vergezeld van een officieel diploma.
De medaille kende vier graden of échelons;
- Bronzen medaille
- zilveren medaille
- Verguld zilveren medaille
- Gouden medaille

Niemand kon de verguld zilveren of gouden medaille ontvangen wanneer hij of zij niet eerst een bronzen of zilveren medaille had gedragen. Voor een ridder van het Legioen van Eer werd op deze regels een uitzondering gemaakt.
Na de oorlog moest ook Frankrijk tot dekolonisatie van de overzeesche gebieden overgaan. In 1962 verdwenen de door het Ministerie van Binnenlandse Zaken toegekende Eremedaille van de Epidemieën voor Algerije en de door het Ministerie voor het Overzeese Frankrijk (dat was de opvolger van het Ministerie van Koloniën) toegekende eremedaille. In dat jaar werden ook de Eremedaille van de Epidemieën van het Ministerie van Defensie en van Marine afgeschaft. Ter vervanging kwam er een Eremedaille voor Verdienste voor de Gezondheid van de Strijdkrachten.

## De medailles
Alle negen verschillende  worden aan een 30 millimeter breed zijden lint op de linkerborst gedragen. Deze medailles zijn in drie verticale gelijke banen rood-wit-blauw gekleurd. Op de medaille van de Eremedaille van de Epidemieën van de minister van Marine werd, zoals te doen gebruikelijk, een klein rood anker op de witte baan gestikt.
De verguld zilveren en gouden medailles worden aan linten met driekleurige rozetten gedragen.

1. De Eremedaille van de Epidemieën van het Ministerie van Handel (1884)
De medaille werd door Hubert Ponscarme ontworpen. De diameter is 27 millimeter en op de voorzijde is "Marianne, zinnebeeld van de Franse Republiek afgebeeld. Zij kijkt naar links en draagt een Gallische helm. Het rondschrift luidt REPVBLIQVE FRANÇAISE. Op de keerzijde staat rond een cartouche met daarop kelk, slang en palmtak EPIDEMIES en MINISTERE DU COMMERCE. In de cartouche is ruimte voor een inscriptie.
2. De Eremedaille van de Epidemieën van het Ministerie van Oorlog (1892)
De medaille werd door Hubert Ponscarme ontworpen. De diameter is 27 millimeter en op de voorzijde is "Marianne, zinnebeeld van de Franse Republiek afgebeeld. Zij kijkt naar links en draagt een Gallische helm. Het rondschrift luidt REPVBLIQVE FRANÇAISE. Op de keerzijde staat rond een cartouche met daarop kelk, slang en palmtak DEVOVEMENT - EPIDEMIES en MINISTERE DE LA GVERRE. In de cartouche is ruimte voor een inscriptie.

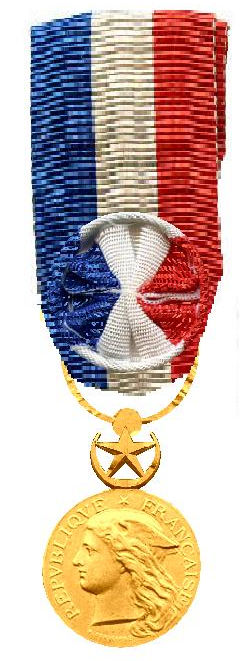
Gouden Medaille van de Franse Minister van binnenlandse Zaken voor gebruik in Algerije

3. De Eremedaille van de Epidemieën van het Ministerie van Binnenlandse Zaken voor Algerije (1900)
De medaille werd door Hubert Ponscarme ontworpen en is gelijk aan de medaille van Binnenlandse Zaken. Bijzonder is de verhoging in de vorm van een ster en een halve maan. De diameter is 27 millimeter en op de voorzijde is "Marianne, zinnebeeld van de Franse Republiek afgebeeld. Zij kijkt naar links en draagt een Gallische helm. Het rondschrift luidt REPVBLIQVE FRANÇAISE. Op de keerzijde staat rond een cartouche met daarop kelk, slang en palmtak EPIDEMIES en MINISTERE DE L’INTERIEUR. In de cartouche is ruimte voor een inscriptie
4. De Eremedaille van de Epidemieën van het Ministerie van Marine (1909)
De medaille werd door Charles Gustave de Marey ontworpen. De diameter is 27 millimeter en op de voorzijde een glimlachende "Marianne, zinnebeeld van de Franse Republiek afgebeeld. Zij kijkt naar links en draagt een lauwergekroonde Frygische muts. Het rondschrift luidt REPVBLIQVE FRANÇAISE. Op de keerzijde staat in het midden van een trofee van een anker vivers scheepstoebehoren en eikenblad een vierkante cartouche. Het rondschrift luidt DEVOUEMENT . EPIDEMIE  en MINISTERE DE LA MARINE. In de cartouche is ruimte voor een inscriptie.
5. De Eremedaille van de Epidemieën van het Ministerie van Hygiëne (1912)
De medaille werd door Hubert Ponscarme ontworpen en is gelijk aan de medaille van Binnenlandse Zaken.
De diameter is 27 millimeter en op de voorzijde is "Marianne, zinnebeeld van de Franse Republiek afgebeeld. Zij kijkt naar links en draagt een Gallische helm. Het rondschrift luidt REPVBLIQVE FRANÇAISE. Op de keerzijde staat rond een cartouche met daarop kelk, slang en palmtak EPIDEMIES en MINISTERE  DE  L'HYGIENE. In de cartouche is ruimte voor een inscriptie. 
6. De Eremedaille van de Epidemieën van het Ministerie van Koloniën (1927)
De medaille werd door Hubert Ponscarme ontworpen en is gelijk aan de medaille van Binnenlandse Zaken.
De diameter is 27 millimeter en op de voorzijde is "Marianne, zinnebeeld van de Franse Republiek afgebeeld. Zij kijkt naar links en draagt een Gallische helm. Het rondschrift luidt REPVBLIQVE FRANÇAISE. Op de keerzijde staat rond een cartouche met daarop kelk, slang en palmtak EPIDEMIES en MINISTERE  DES  COLONIES. In de cartouche is ruimte voor een inscriptie. 
7. De Eremedaille van de Epidemieën van het Ministerie van Overzeesch Frankrijk (rond 1950)
De medaille werd door [[]] ontworpen en is de opvolger van de Eremedaille van de Epidemieën van het Ministerie van Koloniën.
De diameter is 27 millimeter en op de voorzijde is "Marianne, zinnebeeld van de Franse Republiek afgebeeld. Zij kijkt naar links en draagt een Gallische helm. Het rondschrift luidt REPVBLIQVE FRANÇAISE. Op de keerzijde staat rond een cartouche met daarop kelk, slang en palmtak EPIDEMIES en MINISTERE  DE LA  FRANCE  D’OUTRE - MER. In de cartouche is ruimte voor een inscriptie. 
8. De Eremedaille van de Epidemieën van het Ministerie van Binnenlandse Zaken (?)
De medaille werd door Hubert Ponscarme ontworpen en is gelijk aan de medaille van Binnenlandse Zaken voor Algerije.
De diameter is 27 millimeter en op de voorzijde is "Marianne, zinnebeeld van de Franse Republiek afgebeeld. Zij kijkt naar links en draagt een Gallische helm. Het rondschrift luidt REPVBLIQVE FRANÇAISE. Op de keerzijde staat rond een cartouche met daarop kelk, slang en palmtak EPIDEMIES en MINISTERE DE L’INTERIEUR. In de cartouche is ruimte voor een inscriptie.
9. De Eremedaille van de Epidemieën van het Ministerie van Volksgezondheid (?)
De medaille werd door Pierre-Alexandre Morlon ontworpen. De diameter is 27 millimeter en op de voorzijde is "Marianne, zinnebeeld van de Franse Republiek afgebeeld. Zij kijkt naar links en draagt een Frygische muts met een eikenkrans. Het rondschrift luidt REPVBLIQVE FRANÇAISE. Op de keerzijde staat rond een lauwerkrans EPIDEMIES en 
MINISTERE  DE  LA  SANTE  PUBLIQUE. In het midden is ruimte voor een inscriptie.
Alle medailles worden aan hetzelfde rood-wit-blauwe lint gedragen als de oudere Eremedaille voor Handelingen van Toewijding en Redding. Op het lint en de baton van de gouden medailles wordt een rozet in de kleuren van het lint aangebracht. Men draagt de medaille op de linkerborst.

## Protocol
Het is gebruik om de Franse medailles op 1 januari en 14 juli uit te reiken. Dat gebeurt tijdens parades en plechtigheden. De onderscheidingen worden de onwaardige, want wegens een misdrijf veroordeelde, dragers ook weer ceremonieel afgenomen. Wanneer men op uniformen geen modelversierselen draagt is een kleine rechthoekige baton in de kleuren van het lint voorgeschreven. Op de baton mag een rozet worden gemonteerd. 
De medaille wordt ook als miniatuur gedragen op bijvoorbeeld een rokkostuum.